# Surasowka
Die Surasowka (russisch Суразовка) ist ein etwa 122 km langer linker Nebenfluss des Kemtschug in Westsibirien in der russischen Region Krasnojarsk.

## Verlauf
Der Flusslauf liegt am Südostrand des Westsibirischen Tieflands in den Rajons Bolscheuluiski, Kosulski und Biriljusski. Die Surasowka entspringt 50 km ostnordöstlich von Atschinsk auf einer Höhe von etwa 360 m in den äußersten nordwestlichen Ausläufern des Ostsajan. Sie fließt anfangs 25 Kilometer in Richtung Nordnordost und wendet sich anschließend nach Norden. Bei Flusskilometer 29 nahe der Ortschaft Ulanowo kreuzt die Bahnstrecke Atschinsk–Lessosibirsk den Flusslauf. Etwa anderthalb Kilometer später kreuzt eine Straße die Surasowka. Die Surasowka fließt wenig später 2 km westlich an Surikowo vorbei und mündet schließlich 10 km westnordwestlich von Rasswet auf einer Höhe von 190 m in den Kemtschug.

## Hydrologie
Das Einzugsgebiet der Surasowka umfasst etwa 538 km². Es grenzt im Osten an das der Nikischkina, im Westen an das des Kytat, beides Nebenflüsse des Kemtschug, die annähernd parallel verlaufen. Bei der Ortschaft Ulanowo wurde zwischen 1959 und 1994 der Abfluss gemessen. Etwa 60 Prozent des Jahresabflusses wurden dabei im Monat Mai gemessen.